# Ceratobaeus faunus
Ceratobaeus faunus är en stekelart som först beskrevs av Girault 1926.  Ceratobaeus faunus ingår i släktet Ceratobaeus och familjen Scelionidae. Inga underarter finns listade i Catalogue of Life.